# Surdolimpíadas de Verão de 2013
As Surdolimpíadas de 2013, oficialmente conhecidas como XXII Surdolimpíadas de Verão, foram realizadas em Sófia, na Bulgária. Foi um evento multidesportivo exclusivo para portadores de deficiência auditiva. Foi a primeira vez que os jogos retornaram a Europa após 2001, sendo realizados duas vezes consecutivas na Ásia-Pacífico. A cidade sediou o evento pela primeira vez em 1993, sendo a segunda cidade a sediar o evento por duas vezes (Copenhague foi a primeira, em 1947 e em 1997). Foi também a primeira vez que o evento foi realizado em duas cidades, já que a maratona foi realizada uma semana antes em Füssen, na Alemanha.

## Processo de candidatura
A cidade de Budapeste expressou sua intenção para sediar as Surdolimpíadas após a desistência de Atenas em sediar o evento, após a falta de garantias financeiras por parte do governo grego e a falta de patrocinadores do evento pela Federação Helênica de Esportes para Surdos, Atenas tinha ganhado o direito de sediar os Jogos de 2013, durante o congresso da instituição em Salt Lake City, nos Estados Unidos. Atenas foi aclamada como sede, pois era a única candidata ao evento e tinha fatores fortes como o legado dos Jogos Olímpicos de Verão de 2004 e dos Jogos Paralímpicos realizados no mesmo ano. A crise econômica do final da década de 2010 também forçou o cancelamento da edição de inverno de 2011 que seria realizada na Eslováquia e a desistência do Canadá para o evento de 2015.

### Budapeste como primeira opção
Após algum tempo com a realização do evento em risco, foi recebida uma proposta da capital da Hungria, Budapeste, para substituir Atenas na realização dos Jogos de 2013. Ao contrário de Atenas em 2007, Budapeste apresentou garantias financeiras e apoio governamental para sediar o evento e foi ratificada como sede durante o Congresso do CIES em Roma em 15 de setembro de 2011. Entretanto, em 3 de maio de 2012, a Hungria perdeu o direito de sediar a competição devido ao fato de que para participarem os atletas teriam que pagar 700 euros cada, o que forçou a renúncia da cidade, já que os membros do CIES em sua maioria não poderiam pagar a quantia.

### Sófia como sede
Com pouco tempo disponível, ao evento foi ofertado para Sófia, Bulgária, já que a cidade não precisava fazer grandes intervenções urbanas, pois sediou alguns campeonatos mundiais de esportes para surdos em 2012 e já havia sediado o evento em 1993.

## Programa
Originalmente, alguns esportes coletivos presentes em Taipei 2009 que foram o handebol e o polo aquático, além da maratona, seriam removidos por não se enquadrarem nos critérios do CIES. Entretanto, o CIES deu uma segunda chance para o handebol que será disputado em Sófia. A maratona por sua vez foi disputada em Füssen, na Alemanha em 21 de Julho, uma semana antes da cerimônia de abertura e foi adicionada ao quadro de medalhas do evento, normalmente.

## Quadro de medalhas
Países sede (Bulgária/Alemanha) destacados.
| Ordem  | País                 | Medalha de ouro | Medalha de prata | Medalha de bronze | Total |
| ------ | -------------------- | --------------- | ---------------- | ----------------- | ----- |
| 1      | Rússia (RUS)         | 67              | 52               | 58                | 177   |
| 2      | Ucrânia (UKR)        | 21              | 30               | 37                | 88    |
| 3      | Coreia do Sul (KOR)  | 19              | 11               | 12                | 42    |
| 4      | Bielorrússia (BLR)   | 12              | 11               | 4                 | 27    |
| 5      | China (CHN)          | 12              | 5                | 8                 | 25    |
| 6      | Estados Unidos (USA) | 9               | 8                | 12                | 29    |
| 7      | Turquia (TUR)        | 7               | 9                | 17                | 33    |
| 8      | Irão (IRI)           | 7               | 4                | 21                | 32    |
| 9      | Quênia (KEN)         | 6               | 5                | 5                 | 16    |
| 10     | Lituânia (LTU)       | 4               | 5                | 4                 | 13    |
| 11     | Venezuela (VEN)      | 4               | 4                | 5                 | 13    |
| 12     | Itália (ITA)         | 4               | 3                | 5                 | 12    |
| 13     | Taipé Chinesa (TPE)  | 3               | 12               | 9                 | 24    |
| 14     | Alemanha (GER)       | 3               | 6                | 5                 | 14    |
| 15     | Hungria (HUN)        | 3               | 0                | 1                 | 4     |
| 16     | Japão (JPN)          | 2               | 10               | 9                 | 21    |
| 17     | França (FRA)         | 2               | 6                | 3                 | 11    |
| 18     | Polónia (POL)        | 2               | 1                | 1                 | 4     |
| 19     | Porto Rico (PUR)     | 2               | 0                | 0                 | 2     |
| 19     | Cuba (CUB)           | 2               | 0                | 0                 | 2     |
| 21     | Bulgária (BUL)       | 1               | 4                | 6                 | 11    |
| 22     | Suécia (SWE)         | 1               | 1                | 2                 | 4     |
| 23     | Portugal (POR)       | 1               | 1                | 1                 | 3     |
| 23     | Eslováquia (SVK)     | 1               | 1                | 1                 | 3     |
| 23     | Austrália (AUS)      | 1               | 1                | 1                 | 3     |
| 23     | Estónia (EST)        | 1               | 1                | 1                 | 3     |
| 27     | Croácia (CRO)        | 1               | 1                | 0                 | 2     |
| 28     | Macau (MAC)          | 1               | 0                | 1                 | 2     |
| 29     | Noruega (NOR)        | 1               | 0                | 0                 | 1     |
| 29     | Cazaquistão (KAZ)    | 1               | 0                | 0                 | 1     |
| 29     | Índia (IND)          | 1               | 0                | 0                 | 1     |
| 29     | Suíça (SUI)          | 1               | 0                | 0                 | 1     |
| 33     | Reino Unido (GBR)    | 0               | 2                | 3                 | 5     |
| 34     | Chéquia (CZE)        | 0               | 2                | 1                 | 3     |
| 34     | África do Sul (RSA)  | 0               | 2                | 1                 | 3     |
| 36     | Mongólia (MGL)       | 0               | 1                | 3                 | 4     |
| 36     | Brasil (BRA)         | 0               | 1                | 3                 | 4     |
| 38     | Argentina (ARG)      | 0               | 1                | 1                 | 2     |
| 38     | Espanha (ESP)        | 0               | 1                | 1                 | 2     |
| 40     | Grécia (GRE)         | 0               | 1                | 0                 | 1     |
| 41     | Indonésia (IDN)      | 0               | 0                | 2                 | 2     |
| 41     | Áustria (AUT)        | 0               | 0                | 2                 | 2     |
| 43     | Armênia (ARM)        | 0               | 0                | 1                 | 1     |
| 43     | Chipre (CYP)         | 0               | 0                | 1                 | 1     |
| 43     | Nigéria (NGR)        | 0               | 0                | 1                 | 1     |
| 43     | Letónia (LAT)        | 0               | 0                | 1                 | 1     |
| 43     | Moldávia (MDA)       | 0               | 0                | 1                 | 1     |
| 43     | México (MEX)         | 0               | 0                | 1                 | 1     |
| 43     | Turquemenistão (TKM) | 0               | 0                | 1                 | 1     |
| Total: | Total:               | 203             | 203              | 253               | 659   |